# Bartholomäus-Gesellschaft
Die Bartholomäus-Gesellschaft e. V. hat das Ziel, die Arbeit des katholisch indischen Ordens der Society of the Helpers of Mary (Gesellschaft der Helferinnen Mariens) in den Elendsvierteln, Waisenhäusern und Leprakolonien von Indien, Äthiopien und Kenia materiell zu unterstützen.
Dabei ist es dem Verein besonders wichtig, dass die Hilfe, die durch seine Mitglieder und Spender möglich wird, ohne Umwege direkt bei den Menschen ankommt, die sie auch benötigen. Darüber hinaus sollen die ins Leben gerufenen Projekte die Menschen vor Ort gezielt unterstützen, ohne dass diese jedoch ihre Selbständigkeit verlieren. Dieses Ziel konnte die Bartholomäus-Gesellschaft in der Vergangenheit insbesondere durch die extrem niedrigen Verwaltungskosten (1,5 %) sowie die ehrenamtliche Arbeit der Mitglieder (in ganz Deutschland) und Schwestern vor Ort verwirklichen. Der Verein ist zudem Teil des Unterstützerkreises Andheri, in dem mehrere Organisationen zusammenarbeiten und sich abstimmen.

## Geschichte
Als um die Jahreswende 1992/93 in Kalkutta und Bombay mehrere tausend Menschen bei Massakern zwischen Hindus und Moslems umkamen und obdachlos wurden, richteten die Helpers of Mary Flüchtlings- und Obdachlosencamps im Slum von Bombay-Dharawi ein.
Das Elend in Dharawi und der Ruf der Helpers of Mary nach schneller Hilfe führte am 14. Mai 1993 zur Gründung der Bartholomäus-Gesellschaft e. V. Namensgeber für den Verein war der Apostel Bartholomäus, der in der Gegend von Bombay das Evangelium verkündet hat.

### Society of the Helpers of Mary
Society of the Helpers of Mary wurde während des Zweiten Weltkrieges von der deutschen Ordensfrau Anna Huberta Roggendorf als Gruppe junger Frauen ins Leben gerufen. Der Orden hat es sich zur Aufgabe gemacht, den Armen nicht nur Almosen, sondern vor allem Liebe zu schenken und ihnen damit das Bewusstsein ihrer Menschenwürde zurückzugeben.
Die Society of the Helpers of Mary ist heute in über 40 Stationen in ganz Indien, in drei Stationen in Äthiopien sowie einer Station in Kenia tätig. Als relativ kleine Kongregation mit rund 300 Schwestern ist dieser Orden in Deutschland u. a. durch die Bartholomäus-Gesellschaft e.V. bekannt geworden.

## Projekte

### Elephantiasis
Das Projekt „Elephantiasis“ wird an drei Standorten im Westen von Äthiopien durchgeführt: in Konchi, Sakko und Karro. Es umfasst die Ausbildung der Schuhmacher die Spezialschuhe für die Betroffenen anfertigen und somit die Krankheit lindern. Zusätzlich wird den Betroffenen mit speziellen Waschungen und Salben geholfen.

### Brunnenbau
Durch tierischen Kot und Urin kommt es immer wieder zu verseuchtem Wasser, welches wiederum Durchfallerkrankungen verursacht. Im Rahmen dieses Projektes wird durch den Bau von Brunnen die Versorgung mit sauberem Trinkwasser sichergestellt. Für die Tiere werden eigene Wasserabläufe und -becken angelegt.

### Hausbau-Patenschaft
In diesem Projekt werden Familien unterstützt, die ohne feste Unterkünfte Hitze, Sturm und Regenfluten ausgesetzt sind. Sie erkranken an Malaria, Durchfällen, Tuberkulose etc. und können deswegen häufig nicht mehr ihrer Arbeit nachgehen. Es ist also wichtig, diesen Familien witterungsbeständige Wohnungen zu schaffen, die auch hygienischen Mindeststandards gerecht werden (z. B. Toiletten).

### Regional House
Zur Unterstützung der Helpers of Mary hinsichtlich Verwaltung und Ausbildung sind auch neue Häuser für die Schwestern vor Ort notwendig. Diese dienen darüber hinaus als Anlaufstelle für Frauen in den jeweiligen Ländern. Sie finden dort Hilfe und Unterstützung.

### Kindergarten und Schulbildung
Die Kinder erhalten im Kindergartenprojekt die benötigte Verpflegung und werden auf die Einschulung vorbereitet. Paten übernehmen dann im Schulbildungsprojekt das Schulgeld für die Kinder. Dadurch kann eine zusätzliche Bildung über die sechsjährige Schulpflicht in Äthiopien als auch die Schulkleidung finanziert werden.